# José Chávez Trowe
José Chávez Trowe (Torreón, Coahuila, 2 de junio de 1916-Ciudad de México, 12 de julio de 1988), fue un actor mexicano de cine y televisión. 
Nació en Torreón, Coahuila de padres mexicanos. Comenzó su trayectoria desde 1938 en Los millones de Chaflán. 
Algunas de sus películas relevantes fueron: El vampiro en 1957 con Abel Salazar y Ariadna Welter en donde interpreta a Anselmo, el mozo de la casa, esposo de María que interpreta la actriz Mercedes Soler;
La Pachanga, Tragedia en tres actos, Cabo Blanco, El medio pelo, todas ellas pertenecientes a la década de los 80; y sus películas de los años 70 fueron, entre otras, Puerto maldito, Los reyes de Palenque con Lucha Villa, Carita de primavera, Zona roja, Las fuerzas vivas y Rapiña. Actuó también en la película de 1981 Demonoid: Messenger of Death.
Murió el 12 de julio de 1988 de causa natural a la edad de 72 años.

## Filmografía

### Películas
- El vagabundo (1953)
- La ilusión viaja en tranvía (1954)
- Cómicos y canciones (1960)
- Sol en llamas (1962)
- Días de otoño (1963)
- El señor doctor (1965)
- El revólver sangriento (1965)
- El escapulario (1968)
- Okey, Mister Pancho (1981)
- El cuatrero (1989)